# Ziegel-Flügelrossfisch
Der Ziegel-Flügelrossfisch  (Pegasus laternarius) ist ein kleiner Fisch aus der Gruppe der Seenadelartigen, der im Indischen Ozean (Golf von Mannar) und im tropischen, westlichen Pazifik vom Golf von Thailand über das Südchinesische Meer entlang der Küste des südlichen China, rund um Taiwan und nördlich bis zur Suruga-Bucht an der Pazifikküste der Insel Honshū in Japan vorkommt. Die Fische leben über Schlammböden, die Larven sind planktonisch. Sie sind relativ selten, am häufigsten in Tiefen von etwa 50 Metern. Aus Japan sind ein paar geschützte, schlammige Regionen bekannt, in denen sie zwischen 30 und 100 Metern Wassertiefe leben.

## Merkmale
Der Ziegel-Flügelrossfisch wird acht Zentimeter lang. Seine Färbung ist variabel und er kann stumpf bis leuchtend gelb oder blau gefärbt sein. Die Unterseite ist immer heller. Das Rostrum ist bei Jungfischen und Weibchen sehr kurz, bei den Männchen länger. Die Kopfoberseite ist ohne tiefen Gruben. Der Rand der Augenhöhlen ist schuppenlos. Die Augen sind bei Untersicht durch den unteren Rand der Augenhöhlen verdeckt. Der Körper ist oval und deutlich vom langen Schwanzflossenstiel abgesetzt. Er ist durch vier Paar dorsolaterale (an den Seiten des Rückens gelegene) und fünf Paar ventrolaterale (an den Seiten des Bauchs gelegene) Knochenplatten gepanzert. Die einzige Rückenflosse sitzt auf dem Schwanzflossenstiel und wird, wie auch die Afterflosse, von fünf weichen Flossenstrahlen gestützt. Den Schwanzflossenstiel umgeben elf oder mehr knöcherne Ringe, von denen die ersten gegeneinander beweglich sind, während der neunte und der zehnte zusammengewachsen sind. Der letzte Knochenring des Schwanzflossenstiels hat auf der Rückenseite keinen Stachel. Die Brustflossen sind fächerförmig, der fünfte Flossenstrahl viel dicker als die übrigen Strahlen. Der distale Rand der Rücken- und Afterflossen steht schräg zur horizontalen Achse des Körpers. Die Wirbelzahl liegt bei 20.